# Corythucha cerasi
Corythucha cerasi är en insektsart som beskrevs av Drake 1948. Corythucha cerasi ingår i släktet Corythucha och familjen nätskinnbaggar. Inga underarter finns listade i Catalogue of Life.